# Société Nationale des Chemins de fer du Congo

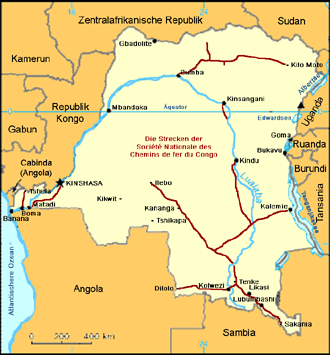
Spoorwegennet in Congo-Kinshasa.

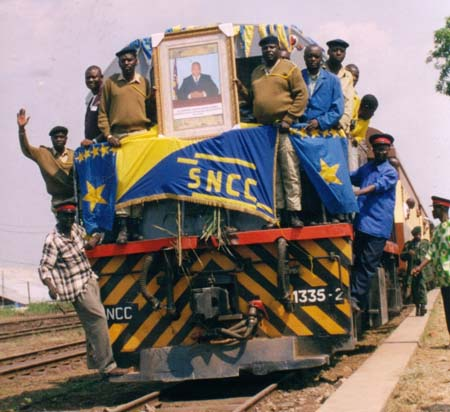
Aankomst eerste trein in Kindu na herstel spoorlijn.

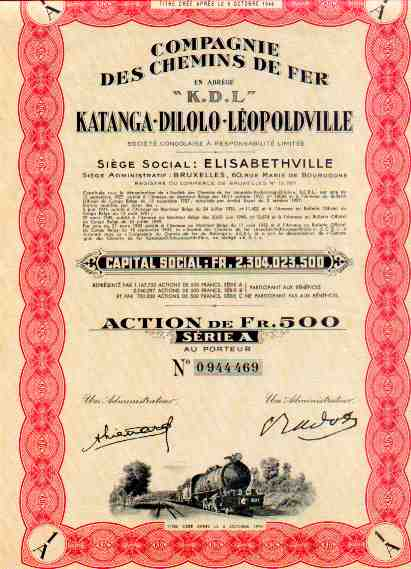
Aandeel van KDL

De Société nationale des chemins de fer du Congo (afgekort tot SNCC) is de nationale spoorwegmaatschappij van de republiek Congo-Kinshasa, met hoofdzetel in Lubumbashi. Zij is vooral actief in het oosten en zuiden van het land.  Naast de exploitatie van spoorwegen is zij ook actief in transport over water en weg en in het beheer van havens.

## Geschiedenis
- 1902: stichting van de Compagnie de chemin de fer du Katanga (CFK)
- 1902: stichting van de Compagnie du chemin de fer du Congo Supérieur aux Grands Lacs africains (CFL)
- 1906: stichting van de Compagnie du chemin de fer du bas-Congo au Katanga (BCK)
- 1911: verbinding van het net met de Atlantische Oceaan door de Benguelaspoorweg
- 1927: stichting van de Société de chemin de fer Léopoldville-Katanga-Dilolo (LKD)
- 1952: fusie van LKD en CFK tot Compagnie de chemin de fer du Katanga-Dilolo-Léopolville (KDL)
- 1961: opsplitsing van de BCK in de "oude" BCK naar Belgisch recht en een "nieuwe" BCK naar Congolees recht
- 1970: overname van alle activiteiten van de "nieuwe" BCK door de voormalige KDL, dan Compagnie de chemin de fer Kinshasa-Dilolo-Lubumbashi
- 1974: fusie van de maatschappijen KDL, CFL, (Office congolais des chemins de fer des Grands Lacs), CVZ (Chemins de fer vicinaux du Zaïre), CFMK (Chemin de fer Matadi-Kinshasa) en CFM (Chemin de fer du Mayombe) tot Société nationale des chemins de fer zaïrois (SNCZ)
- 1991: ontbinding van de SNCZ, en creatie van de SNCZ/Holding en zijn filialen OCS (Office des chemins de fer du Sud), SFE (Société des chemins de fer de l'Est) en CFU (Office des Chemins de fer des Uele)
- 1995: november, ontbinding van de SNCZ/Holding en zijn filialen en ondertekening van een raamakkoord voor de overdracht van de spoorwegexploitatie aan de private vennootschap Sizarail, die in 1997 werd ontbonden
- 1997: overname alle activiteiten door de SNCC

## Netwerk

### Sectoren
- Regio Zuid (zetel Likasi)
- Regio Centrum (zetel Kamina)
- Regio Noord (zetel Kananga)
- Regio Oost (zetel Kalemie)
- Regio Noordoost (zetel Kindu)
- Exploitatiegebied Lubumbashi

### Spoorlijnen
- 4007 kilometer spoorlijn, waarvan 858 kilometer geëlektrificeerd, in Opper-Katanga, Lualaba, Opper-Lomami, Tanganyika, Lomami, Centraal-Kasaï, Kasaï, Centraal-Kongo en Maniema
- Spoorbreedte: 1,067 meter(3' 6") Kaapspoor
  - Spoorlijn Matadi-Leopoldstad (vandaag Kinshasa), oorspronkelijk met spoorbreedte 765mm, maar herwerkt in 1930
  - Spoorlijn Lubumbashi-Sakania
  - Spoorlijn Lubumbashi-Ilebo
  - Spoorlijn Kamina-Kindu
  - Spoorlijn Tenke-Dilolo
  - Spoorlijn Kabalo-Kalemie
- Spoorbreedte : 1,00 meter: Meterspoor
  - Spoorlijn Ubundu-Kisangani
- Spoorbreedte: 0,60 meter (Vicicongo-smalspoorlijn):
  - Spoorlijn Bumba-Aketi-Isiro-Mungbere
- Spoorbreedte: 2' 1/5":
  - Mayombe-spoorlijn: Boma-Tshela

### Scheepvaartlijnen
- Tanganyikameer: 1425 km, verbindingen naar Zambia, Tanzania en Burundi
- Kivumeer: 106 km, verbinding Goma - Bukavu
- Rivierlijnen: Kindu - Ubundu (310 km) en Kongolo - Malemba-Nkulu (390 km)

### Rivierhavens
- Ilebo
- Kalemie

### Wegtransport
- Verbinding Kalundu - Bukavu